# (343587) Mamuna
(343587) Mamuna est un astéroïde de la ceinture principale.

## Description
(343587) Mamuna est un astéroïde de la ceinture principale. Il fut découvert le 5 avril 2010 à Zelenchukskaya Station par Timour Valerievitch Kriatchko. Il présente une orbite caractérisée par un demi-grand axe de 2,73 UA, une excentricité de 0,13 et une inclinaison de 26,9° par rapport à l'écliptique.